# طيران إم كيه
طيران إم كيه هي شركة شحن جوي بريطاني مقرها في لندن , المملكة المتحدة وتخدم 50 دولة في آسيا وأوروبا وأمريكا الشمالية وأستراليا.

## أحداث وحوادث
14 أكتوبر 2004:تحطمت طيران إم كيه الرحلة 1602 من طراز بوينغ 747-200 أف في منطقة رملية قرب مطار هاليفاكس الدولي في كندا بسبب خطأ الطيار بعد أقلاعها من ويندسور لوكس إلي سرقسطة عبر هاليفاكس